# وينثروب إتش سميث
وينثروب إتش سميث (بالإنجليزية: Win Smith)‏ هو تاجر أسهم ورسام توضيحي أمريكي، ولد في 1887 في فينيكس في الولايات المتحدة، وتوفي في 1944 في ليتشفيلد في الولايات المتحدة.